# Union von Mielnik

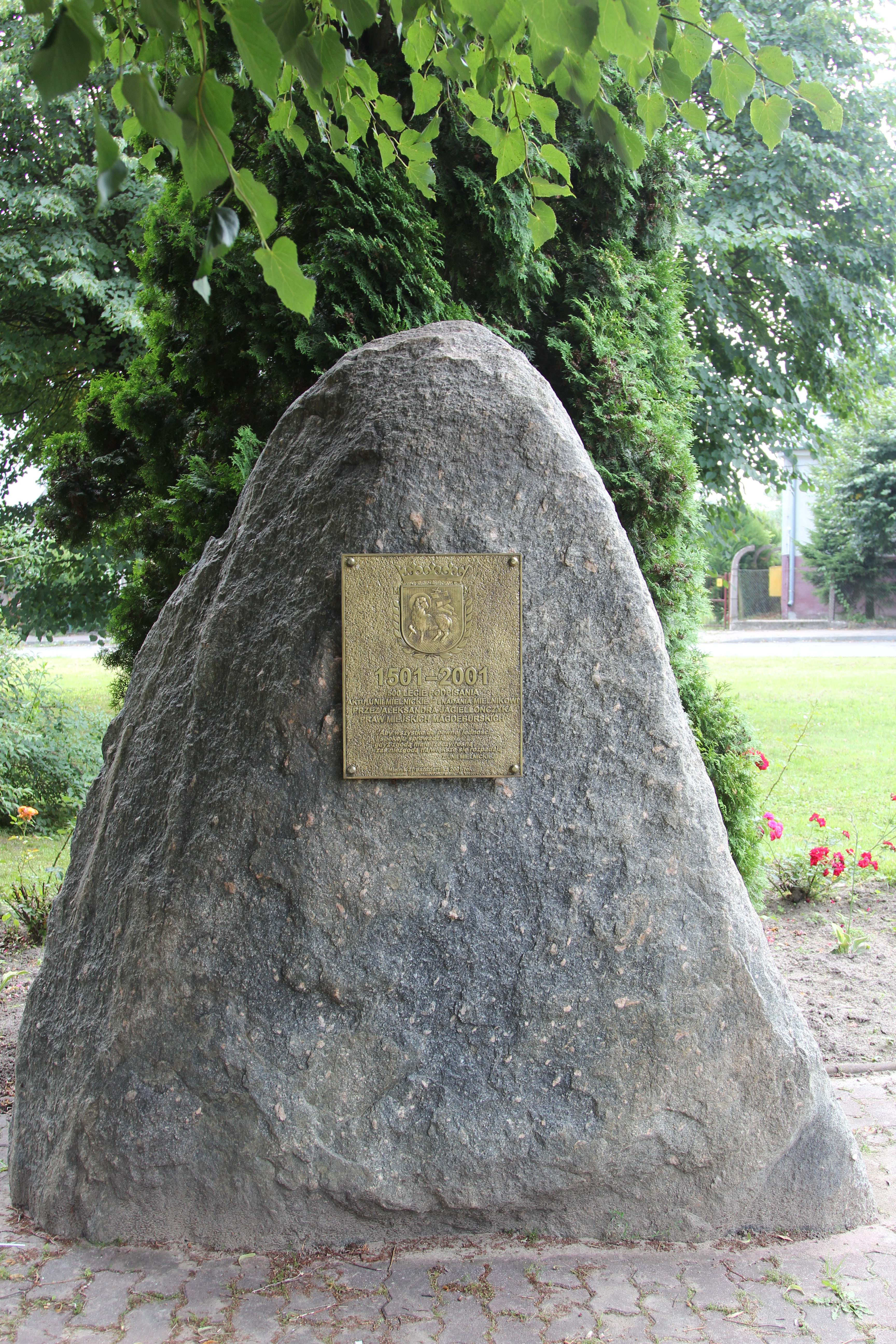
Gedenkstein in Mielnik

Als Union von Mielnik wird die 1501 vereinbarte Realunion zwischen dem Königreich Polen und dem Großfürstentum Litauen bezeichnet. Sie wurde in Piotrków Trybunalski vorbereitet und in Mielnik am Bug bei Siemiatycze unterzeichnet. Der Union von Mielnik gingen mehrere vorherige Personalunionen zwischen den beiden Staaten voraus, es folgte auch noch eine weitere Polnisch-Litauische Union 1569.

## Hintergrund
Die erste Union von Krewo entstand durch die Heirat des litauischen Großfürsten Jogaila mit der minderjährigen polnischen Königin Hedwig, in deren Folge Jogaila als Władysław II. Jagiełło 1385 den polnischen Thron bestieg. Władysław II. Jagiełło erneute und verengte die Union 1401 in der Union von Vilnius und Radom, 1413 in der Union von Horodło und 1432 in der Union von Grodno. Nach Władysław II. Jagiełło folgten ihm auf die Throne in Polen (Władysław III.) und Litauen (Kasimir IV. Andreas) seine beiden Söhne, so dass die Personalunion in den Jahren 1440–1447 unterbrochen war. Als Kasimir IV. Andreas 1492 starb, wurde erneut in Polen (Johann) und Litauen (Alexander) ein Sohn von Kasimir IV. Andreas gewählt. Die Personalunion war von 1492 bis 1501 erneut unterbrochen. 1499 wurde jedoch die dynastische Union von Krakau und Vilnius geschlossen. Als die Personalunion 1501 wiederhergestellt war, sollte sie auf eine neue vertragliche Grundlage gestellt werden. Der Preis für die polnische Krone war für Alexander die Unterzeichnung der Union von Mielnik und des Privilegs von Mielnik.

## Union
Das Dokument ging über die bisherigen Personalunionen hinaus:
- Polen und Litauen sollten einen Staat bilden.
- der gemeinsame Herrscher sollte vom polnischen und litauischen Adel gemeinsam gewählt werden. Die Jagiellonen verloren damit de facto Litauen als Erbmonarchie.
- gemeinsames Militärbündnis, insbesondere gegen das Großfürstentum Moskau, woran insbesondere Litauen interessiert war.
- es sollte ein gemeinsames Parlament eingerichtet werden.
- das Münzwesen sollte vereinheitlicht werden.
- die bisherigen Bündnisse von Polen und Litauen im Außenverhältnis sollten für den neuen Staat fortbestehen.
- die zukünftigen Könige sollten vor der Wahl alle bisherigen Rechte bestätigen.
- die Union wurde für alle Ewigkeit geschlossen.

## Folgen
Die Union von Mielnik wurde zunächst nicht umgesetzt, da sich insbesondere in Litauen gegen sie Widerstand regte. Polen-Litauen blieb de facto auch nach 1501 eine Personalunion. Auf der anderen Seite schickte Polen auch kaum Soldaten in den litauischen Kampf gegen Moskau, so dass Litauen 1503 einen äußerst ungünstigen Frieden mit Moskau schließen musste. So verweigerten die litauischen Abgesandten auf dem Sejm in Brest 1505 die Anerkennung der Union von Mielnik. Alexander starb 1506, und auf den Thron in Polen und Litauen kam sein Bruder Sigismund der Alte. Auch wenn die Union von Mielnik letztendlich nicht umgesetzt wurde, so war sie doch die Blaupause für die spätere Realunion, die 1569 von seinem Sohn Sigismund II. August in der [Union von Lublin] geschlossen wurde.